# Дубенки (городское поселение Инзенское)
У этого топонима есть и другие значения, см. Дубёнки
Дубенки — деревня в составе Инзенского городского поселения Инзенского района Ульяновской области.

## География
Находится на расстоянии примерно 1 километр на юго-восток от границы районного центра города Инза.

## История
В 1780 году, при создании Симбирского наместничества, деревня Сазоновка Дубенки тож, при речке Сексеме, помещиковых крестьян, вошла в состав Карсунского уезда.
В 1913 году в деревне было 56 дворов и 275 жителей. В 1990-х годах отделение совхоза «Сюксюмский».

## Население
| 2010 |
| ---- |
| 49   |

Население составляло 45 человек в 2002 году (русские 98 %).

## Известные уроженцы
- Куликов, Серафим Михайлович — советский военный деятель, полковник (1956), лауреат Ленинской (1962), Сталинской и Государственной премий, кандидат технических наук (1968).